# Music for Films

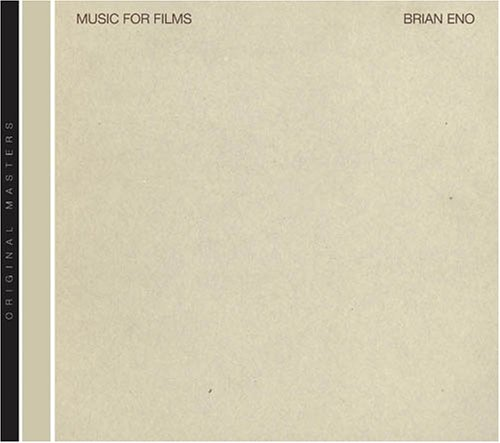
Pochette de l'album.

Music for Films est le septième album solo de Brian Eno, sorti en septembre 1978.

## Description
C'est un album conceptuel de musique électronique de style « ambiant music », pensé comme une bande son de films imaginaires, bien que plusieurs pistes aient été utilisés dans des films sortis au cinéma.
Initialement sorti en édition limitée de 500 exemplaires en 1976, il a été envoyé à une sélection de réalisateurs de cinéma pour une éventuelle utilisation dans leur production. La sortie commerciale en 1978 a permis d'inclure de nouveaux morceaux. Certaines pistes ont été utilisées dans les films suivants:
- Sebastiane de Derek Jarman et Paul Humfressen 1976
- Alternative 3 (en) en 1977
- Jubilee de Derek Jarman en 1977
- Le Lycée des cancres (Rock 'n' Roll High School) réalisé par Allan Arkush et sorti en 1979.
- Remembrance de Colin Gregg en 1982
- Le Syndicat du crime (A Better Tomorrow de John Woo en 1986

Un volume 2 est sorti en 1983, et un volume 3 en 1988.

## Liste des morceaux
Standard edition (1978)
Toutes les chansons sont écrites et composées par Brian Eno.
| 1. | M386                 | 2:49 |
| 2. | Aragon               | 1:37 |
| 3. | From the Same Hill   | 2:58 |
| 4. | Inland Sea           | 1:23 |
| 5. | Two Rapid Formations | 3:24 |
| 6. | Slow Water           | 3:16 |
| 7. | Sparrowfall (1)      | 1:11 |
| 8. | Sparrowfall (2)      | 1:45 |
| 9. | Sparrowfall (3)      | 1:23 |

| Face 2 | Face 2                  | Face 2 | Face 2 | Face 2 | Face 2 | Face 2 | Face 2 | Face 2 | Face 2 |
| No     | Titre                   | Durée  |        |        |        |        |        |        |        |
| ------ | ----------------------- | ------ | ------ | ------ | ------ | ------ | ------ | ------ | ------ |
| 1.     | Quartz                  | 2:02   |        |        |        |        |        |        |        |
| 2.     | Events in Dense Fog     | 3:43   |        |        |        |        |        |        |        |
| 3.     | There Is Nobody         | 1:42   |        |        |        |        |        |        |        |
| 4.     | A Measured Room         | 1:41   |        |        |        |        |        |        |        |
| 5.     | Patrolling Wire Borders | 1:02   |        |        |        |        |        |        |        |
| 6.     | Task Force              | 1:20   |        |        |        |        |        |        |        |
| 7.     | Alternative 3           | 3:11   |        |        |        |        |        |        |        |
| 8.     | Strange Light           | 2:08   |        |        |        |        |        |        |        |
| 9.     | Final Sunset            | 4:16   |        |        |        |        |        |        |        |
| 40:39  |                         |        |        |        |        |        |        |        |        |

## Critiques et classements
L'album a reçu cinq étoiles sur AllMusic. Ila été n°55 au Royaume-Uni, et n°27 dans les classements d'albums en Nouvelle-Zélande.